# الدوري التشيلي لكرة القدم 1979
الدوري التشيلي لكرة القدم 1979 (بالإسبانية: Primera División de Chile 1979)‏ هو الموسم 47 من الدوري التشيلي لكرة القدم. كان عدد الأندية المشاركة فيه 18، وفاز فيه كولو-كولو.